# Тверской государственный университет
Тверской государственный университет — высшее учебное заведение Твери. Имеет крупную научную библиотеку — её фонд насчитывает более 1 млн экземпляров. Ведётся активная научная работа, проводятся конференции и семинары.

## История
- 1 декабря 1870 года в Твери была открыта частная педагогическая школа П. П. Максимовича.

- В 1917 году переименован в Тверской учительский институт,
- в 1935 году — в Калининский педагогический институт.
- 1 сентября 1971 года был реорганизован в Калининский государственный университет.
- 18 февраля 1972 года в Калининском драматическом театре состоялось торжественное открытие Калининского государственного университета.
- В 1990 году Калининский государственный университет был переименован в Тверской.

Тверской государственный университет является старейшим высшим учебным заведением региона. В 1870 году общественный деятель и педагог П. П. Максимович основал Тверскую женскую учительскую школу, которая просуществовала 50 лет и сумела завоевать авторитет по всей России. Традиции, научная и культурная жизнь школы легли в основу Тверского учительского института, который был образован в июне 1917 году согласно распоряжению министра народного образования Временного правительства.
Впоследствии он был преобразован в Тверской (с 1931 г. — Калининский) педагогический институт, а в 1971 г. в Калининский (с 1990 г. — Тверской) государственный университет. Занятия в Тверском учительском институте начались в ноябре 1917 года, а первый набор слушателей составил всего 37 человек. Они обучались на трёх отделениях: словесно-историческом, физико-математическом и естественно-географическом. Эти отделения являются предшественниками современных факультетов и институтов Тверского госуниверситета.
В университете работали учёные и педагоги В. М. Брадис, А. Н. Вершинский, А. В. Гавеман, Р. М. Гречишкин, А. Я. Гуревич, В. А. Друин, В. Г. Карцов, С. А. Копорский, П. П. Коровкин, А. И. Марушкевич, Д. Д. Мишин, В. М. Рудяк, В. У. Сланевский, Ю. М. Соколов, Г. П. Уханов, Д. М. Файнгелеринт, Р. Д. Кузнецова, М. Н. Шардаков, А. Ф. Шикун, Г. В. Телятников, Б. Л. Губман, С. А. Голубев и др.

## Факультеты
- Биологический факультет
- Исторический факультет
- Математический факультет
- Институт педагогического образования и социальных технологий
- Факультет географии и геоэкологии
- Факультет иностранных языков и международной коммуникации
- Факультет прикладной математики и кибернетики
- Факультет психологии
- Факультет управления и социологии
- Факультет физической культуры
- Физико-технический факультет
- Филологический факультет
- ( в рамках филологического факультета : кафедра филологических основ издательского дела и литературного творчества, кафедра журналистики, рекламы и связи с общественностью, кафедра международных отношений).
- Химико-технологический факультет
- Факультет экономики и управления
- Юридический факультет

## Директора и ректоры
- 1917—1925 Никольский Николай Дмитриевич
- 1925—1926 Постников Сергей Сергеевич.
- 1926—1929 Базанов Дмитрий Сергеевич.
- 1929—1931 Кадек Матвей Георгиевич.
- 1931—1937 Харчев Николай Васильевич.
- 1937—1938 Елютин Андрей Фёдорович.
- 1938—1941 Чванкин Николай Григорьевич.
- 1941—1942 Баранов Николай Никанорович.
- 1942—1945 Шардаков Михаил Николаевич.
- 1945—1946 Пичугин Александр Александрович.
- 1946—1964 Полянский Павел Павлович
- 1964—1982 Комин Владимир Васильевич
- 1982—1986 Уваров Александр Иосифович
- 1986—2007 Кудинов Алексей Никифорович
- 2007—2009 Гавриков Виктор Прокофьевич
- 2009—2017 Белоцерковский Андрей Владленович
- 2017—2021 Скаковская Людмила Николаевна (до 25 января 2021 как и.о.)
- 2021 — наст. вр. Смирнов Сергей Николаевич (врио)